# Netjerirenrê
Netjerirenrê est un prince égyptien, fils de Sahourê, roi de la Ve dynastie, et de Méretnebty.
Il fut enterré dans un mastaba aménagé non loin de la pyramide de son père à Abousir.

## Généalogie
Sahourê est connu pour avoir été remplacé par le roi Néferirkarê, qui était considéré, jusqu'en 2005, comme étant son frère. Cette année 2005, les égyptologues Miroslav Verner et Tarek El-Awady ont découvert un relief, celui cité juste au-dessus, et représentant Sahourê assis devant deux de ses fils, Ranéfer Khakar et Netjerirenrê. À côté du nom de Ranéfer Khakar, le texte « Néferirkarê Kakaï roi de Haute et Basse-Égypte » avait été ajouté, indiquant que Ranéfer Khakar était le fils de Sahourê et a pris le trône sous le nom Néferirkarê à la mort de son père. Comme Ranéfer Khakar et Netjerirenrê portent tous deux le titre de « Fils aîné du Roi », Verner et El-Awady pensent qu'ils étaient peut-être jumeaux avec Ranéfer Khakar né le premier. Ils proposent que Netjerirenrê se soit emparé du trône pour un bref règne sous le nom de Chepseskarê, bien que cela reste conjectural. Netjerirenrê portait plusieurs titres religieux correspondant à des postes de haut rang dans la cour et qui suggèrent qu'il a pu agir comme vizir pour son père. Cela fait cependant l'objet d'un débat, comme le souligne Michel Baud, à l'époque de Sahourê, l'expulsion des princes royaux du vizirat était en cours, sinon déjà achevée.